# Woonbonus
De woonbonus was een systeem van hypotheekrenteaftrek dat in 2005 in België werd ingevoerd. Na de overdracht naar de gewesten werd de woonbonus gewest per gewest beëindigd.

## Principe
Met de bonus konden de eerste tien jaar kapitaalaflossingen, de betaalde interesten en de schuldsaldoverzekering tot een totaalbedrag van 2280 euro (2017) van het belastbaar inkomen worden afgetrokken. Bovenop de € 1520 kwam maximaal de eerste 10 jaar een extra aftrek van € 760. Gezinnen met drie of meer kinderen kregen daarbovenop nog € 80. De bonus was daarmee onafhankelijk van de waarde van het huis. 
Het bedrag van de bonus werd afgetrokken van het netto belastbaar inkomen, wat resulteert in lagere personenbelasting. Het financiële voordeel is afhankelijk van de hoogste belastingschijf waaraan men individueel onderworpen is. Afhankelijk van het netto belastbaar inkomen bedroeg het voordeel tot 50% hiervan (de hoogste belastingschijf, totaal voordeel € 1140). Vanaf 1 januari 2015 gold een vast tarief van 40 procent.
Toepassing van de woonbonus was enkel mogelijk voor de enige en eigen woning. Daarnaast moest het krediet aangegaan door een normale hypothecaire lening een looptijd hebben van minimum 10 jaar, en afgesloten zijn bij een financiële instelling met zetel in de Europese Economische Ruimte.

## Kritiek
Er is kritiek op de woonbonus omdat deze de prijs van woningen zou opdrijven, totdat de hogere prijs (en hogere aflossingen) de extra woonbonus compenseren.
Mensen slagen er (met de woonbonus) niet in om huizen aan te kopen die kwalitatiever of groter zijn. Het is een soort zero sum game. Wat mensen winnen, spenderen ze aan hetzelfde huis, maar ze betalen er een hogere prijs voor.— Koen Inghelbrecht, UGent
Daarnaast wordt het omgekeerd herverdelend karakter van de woonbonus vaak als sociaal onrechtvaardig aanzien. Personen of gezinnen die niet in staat zijn een eigen woning aan te schaffen kunnen geen gebruik maken van dit voordeel, waardoor het nog moeilijker wordt om over te stappen van een huurwoning naar een koopwoning. Bijgevolg is de vierde pensioenpijler ook niet van toepassing voor hen, wat het omgekeerd herverdelende karakter nogmaals versterkt.

## Einde van de woonbonus
In de zesde staatshervorming (2014)  werd de verantwoordelijkheid voor de woonbonus overgedragen naar de gewesten. Het Waals Gewest heeft de woonbonus omgevormd tot "chèque habitat" (wooncheque). Het Brusselse Gewest heeft de woonbonus in 2017 afgeschaft. 
Bij de vorming van de Vlaamse regering werd eind september 2019 bekendgemaakt dat de woonbonus zal verdwijnen.
De woonbonus - het belastingvoordeel voor mensen die een lening aangaan om een woning te kopen - verdwijnt daarmee volledig in België.